# Brian Daboll
Brian Michael Daboll, né le 14 avril 1975 à Welland en Ontario, est l'entraîneur  principal de football américain de la franchise des Giants de New York évoluant dans la National Football League (NFL).
Auparavant, il a été coordinateur offensif, en NFL, des Browns de Cleveland, des Dolphins de Miami, des Chiefs de Kansas City et des Bills de Buffalo et, au niveau universitaire, du Crimson Tide de l'Alabama. Il a a également occupé le poste d'assistant entraîneur principal des Patriots de la Nouvelle-Angleterre (2000-2006, 2013-2016).

## Biographie

### Premières années
Né à Welland dans l'Ontario au Canada, Daboll est élevé par ses grands-parents à proximité de West Seneca, banlieue de Buffalo dans l'État de New York. Il étudie au lycée Saint Francis à Athol Springs où il est assez performant en football américain. Il y côtoie Brian Polian (en) (futur entraîneur NFL)  et Dave Caldwell (en) (futur cadre dirigeant de la NFL).
Il intègre l'université de Rochester où il performe au poste de safety en NCAA Division III. Daboll y décroche un diplôme en économie.

### Assistant entraîneur
Daboll occupe un poste d'entraîneur volontaire au collège de William et Mary en 1997 avant de rejoindre l'université d'État du Michigan en tant qu'entraîneur assistant (1998-1999).

#### Patriots de la Nouvelle-Angleterre
À l'âge de 24 ans, Daboll commence sa carrière d'entraîneur dans la NFL en tant qu'assistant d'entraîneur défensif des Patriots de la Nouvelle-Angleterre sous les ordres de l'entraîneur principal Bill Belichick. Il y est promu entraîneur des wide receivers en 2002. Après y avoir remporté trois Super Bowls, il quitte les Patriots pour devenir entraîneur des quarterbacks chez les Jets de New York en 2007.

#### Jets de New York
Chez les Jets, Daboll rejoint l'entraîneur principal Eric Mangini (en) qu'il a côtoyé aux Patriots de 2000 à 2005. Il y entraîne les quarterbacks Chad Pennington, Kellen Clemens et Brett Favre. Fin de saison 2008, l'entraîneur Mangini est remercié et Daboll n'est pas conservé par le nouvel entraîneur principal Rex Ryan.

#### Browns de Cleveland
En 2009, Daboll rejoint les Browns de Cleveland en tant que coordinateur offensif où il retrouve Eric Mangini mais l'attaque des Browns termine classée 29e des franchises NFL en 2009 et 31e en 2010.

#### Dolphins de Miami
En 2011, Daboll est nommé coordinateur offensif des Dolphins de Miami dirigés par l'entraîneur principal Tony Sparano. L'attaque, classée 30e de la ligue en 2010, passe à la 20e place sous Daboll. Avec un bilan provisoire de 4 victoires pour 9 défaites en 2011, Sparano est remercié et Daboll n'est pas conservé par le nouvel entraîneur principal Joe Philbin.

#### Chiefs de Kansas City
Le 6 février 2012, Daboll est engagé par les Chiefs de Kansas City au poste de coordinateur offensif en remplacement de Bill Muir. Il y retrouve le nouvel entraîneur principal Romeo Crennel avec qui il a travaillé chez les Patriots de 2001 à 2004. Les Chiefs en 2012 terminent avec un bilan de 2 victoires et 14 défaites, le pire de la ligue. Crennel est viré et Daboll n'est pas conservé par le nouvel entraîneur principal Andy Reid.

#### Patriots de la Nouvelle-Angleterre
Le 14 janvier 2013, Daboll revient chez les Patriots pour la fin de saison. Six jours plus tard, les Patriots perdent 13 à 28 la finale de conférence AFC contre les Ravens de Baltimore, futurs vainqueurs du Super Bowl. Daboll y entraîne les tight ends de 2013 à 2016, dont le Pro bowler Rob Gronkowski. Pendant cette période, les Patriots remportent deux autres Super Bowls.

#### Crimson Tide de l'Alabama
Le 18 février 2017, Daboll quitte la NFL et retourne dans la NCAA pour y officier en tant que coordinateur offensif du Crimson Tide de l'Alabama. Daboll y retrouve l'entraîneur principal Nick Saban, pour qui il avait travaillé chez les Spartans de Michigan State. Alabama remporte le College Football Championship Game 2018 en battant les Bulldogs de la Géorgie en prolongation. Lors de sa seule saison à Alabama, Daboll y entraîne les quarterbacks Jalen Hurts et Tua Tagovailoa, futurs joueurs de la NFL.

#### Bills de Buffalo
Le 4 janvier 2018, Daboll revient dans sa ville natale et y est nommé coordinateur offensif des Bills sous la direction de l'entraîneur principal Sean McDermott. Il y développe le quarterback Josh Allen lequel en 2020 établit de nombreux records de la franchise. L'attaque dans son ensemble s'est considérablement améliorée et se classe 2e de la NFL avec une moyenne de 31,3 points inscrits par match en 2020. L'équipe termine pour la première fois depuis 1991 avec 13 victoires et remporte le titre de la division AFC East pour la première fois depuis 1995. Qualifiés pour la série éliminatoire, ils accèdent pour la première fois depuis 1993 à la finale de conférence AFC qu'ils perdent 24 à 38 contre les Chiefs de Kansas City. À la suite de ces performances, Daboll est désigné par l'Associated Press meilleur entraîneur assistant de la saison 2020 en AFC.

### Entraîneur principal

#### Giants de New York
Le 28 janvier 22, Daboll devient le 20e entraîneur principal des Giants de New York. Daboll remporte son premier match en tant qu'entraîneur principal 21 à 20 contre les Titans du Tennessee. Sous ses ordres, les Giants terminent la saison avec un bilan de 9 victoires pour 7 défaites et un nul et se qualifient pour la série éliminatoire pour la première fois depuis la saison 2016. Ils battent les Vikings du Minnesota 31 à 24 en tour de wild card, leur première victoire en série éliminatoire depuis la saison 2012.
Leur saison se termine lors du tour de division après la défaite 7 à 38 face aux rivaux historiques des Eagles de Philadelphie
Brian Daboll est désigné entraîneur de la saison 2022 de la NFL par l'Associated Press.

## Palmarès

### NFL
- Vainqueur du Super Bowl (5) : XXXVI, XXXVIII, XXXIX, XLIX, LI avec les Patriots de la Nouvelle-Angleterre ;
- Trophée de l'assistant entraîneur de l'année par l'Associated Press (en) : 2020.

### NCAA
- Vainqueur du CFP en NCAA Division I FBS : 2017.

## Statistiques
| Saison | Équipe             | Saison régulière | Saison régulière | Saison régulière | Saison régulière | Saison régulière  | Série éliminatoire | Série éliminatoire | Série éliminatoire | Série éliminatoire                                                                                    |
| ------ | ------------------ | ---------------- | ---------------- | ---------------- | ---------------- | ----------------- | ------------------ | ------------------ | ------------------ | --- |
| Saison | Équipe             | Vic.             | Déf.             | Nul              | %                | Classement        | Vic.               | Déf.               | %                  | Résultat                                                                                              |
| 2022   | Giants de New York | 9                | 07               | 1                | 55,9             | 3e de la NFC East | 1                  | 1                  | 50,0               | Victoire lors du tour de wild card 31-24 (@ Vikings) Défaite lors du tour de division 7-38 (@ Eagles) |
| 2023   | Giants de New York | 6                | 11               | 1                | 35,3             | 3e de la NFC East | —                  | —                  | —                  | — |